# Баден-Баден
Ба́ден-Ба́ден (нем. Baden-Baden, алем. нем. Bade-Bade) — город-курорт в Германии, в земле Баден-Вюртемберг.
Город лежит на высоте 189 метров над уровнем моря в Осбахской долине, и расположен по берегам реки Ос на западных склонах Баденского Шварцвальда. Население составляет около 54 000 человек. Знаменитое курортное место. До 1931 года город назывался Баден, но так как в германских землях было несколько городов с таким названием, люди часто говорили уточняя: «Баден в Бадене» (регионе Баден), и так возникло нынешнее двойное название Баден-Баден. Баден-Баден известен своими горячими источниками, которые использовались ещё древними римлянами. В городе сохранились развалины римских бань.
С 2021 года включён в Список Всемирного наследия ЮНЕСКО в категорию Великие курортные города Европы.

## История
Древние римляне, которым были известны местные термальные источники, назвали поселение в честь своего императора Аврелия Александра Севера — Civitas Aurèlia aquensis (Aurelia Aquensis) и устроили термы, от которых город (и затем принадлежащие ему земли) получил название Baden, дословно — «купальни». В XII веке Баден стал владением маркграфов из Церингенского дома. Впоследствии произошёл раздел баденских земель на маркграфства Баден-Баден и Баден-Дурлах. Город Баден оставался резиденцией первого из маркграфов.
Хотя первое естественнонаучное и географическое описание Баден-Баденского курорта дал ещё в 1489 году швейцарский историк-гуманист, профессор Фрайбургского университета Генрих Гундельфинген, широкую известность он приобрёл лишь в конце XVII века, с расширением сети дорог и развитием торговых путей. Популярность его особенно усилилась с конца XVIII столетия благодаря посещению города множеством французских эмигрантов. С 1804 года правительство возвысившегося и расширившегося благодаря Наполеону Великого герцогства Баден не жалеет никаких стараний, чтобы укрепить известность города-курорта в Европе. До Первой мировой войны бальнеологический курорт относился к числу дорогих и модных и был одним из излюбленнейших для русского дворянства и купечества.
Для отличия от нескольких других городов с таким названием в Германии и Швейцарии в разговорной речи очень часто говорили Baden in Baden. Поэтому в 1931 году городские власти приняли решение переименовать город в Баден-Баден.

### Русские в Баден-Бадене
Баден-Баден — главный европейский курорт в русской истории. Именно здесь зародилась мода на отдых на водах. Оздоровительному и культурному паломничеству русской аристократии на немецкий бальнеокурорт положил начало брак, заключённый в XVIII веке между наследником российской короны Александром Павловичем и баденской принцессой Луизой — будущей императрицей Елизаветой Алексеевной. Именно с этого времени представители русских аристократических фамилий — Гагарины, Волконские, Вяземские, Меншиковы и Трубецкие — посещают его в курортные сезоны.
В XIX веке местным водам и климату суждено было сыграть особую роль в русской литературе: Гоголь, Лев Толстой, Достоевский, Гончаров и Тургенев нередко приезжали сюда в период создания своих лучших произведений. Здесь происходит действие романа Тургенева «Дым». В 1852 году в Баден-Бадене умер (и был временно похоронен) Василий Андреевич Жуковский, в 1878-м — князь Пётр Андреевич Вяземский, в 1883 — корифей русской дипломатии Александр Горчаков. Бывал здесь и Антон Чехов.
В 1882 году для нужд русской общины была построена Преображенская православная церковь.

## Культура и достопримечательности

### Театры и концертные залы
- Театр Баден-Бадена — был построен на площади Гёте (нем. Goetheplatz) по образцу парижской оперы по инициативе тогдашнего арендатора казино Эдуара Бенаже по проекту Шарля Куто[8].

Специально для открытия театра была написана опера «Беатриче и Бенедикт» (1862, на сюжет пьесы Шекспира «Много шума из ничего») композитором Гектором Берлиозом, на премьере которой он сам дирижировал на открытии театра в августе 1862 года.
- Фестшпильхаус (нем. Festspielhaus) — единственный театр Германии, обходящийся без государственных субсидий[10][11]. Открыт 18 апреля 1998 года на базе перестроенного старого железнодорожного вокзала, перенесённого на окраину города. Автор проекта реконструкции вокзала в концертный зал — австрийский архитектор Вильгельм Хольцбауэр (нем. Wilhelm Holzbauer)[12].

### Музеи
- Музей Фаберже (нем. Das Fabergé Museum) — первый в мире музей, полностью посвящённый работам фирмы ювелира Карла Фаберже.
- Городской музей Баден-Бадена (Stadtmuseum Baden-Baden);
- Государственный Кунстхалле Баден-Бадена (нем. Staatliche Kunsthalle Baden-Baden);
- Музей Фридера Бурды (нем. Museum Frieder Burda) — построенный архитектором Ричардом Мейером;
- Музей искусств и технологий XIX-го века;
- Музей Герке-Ремунд (нем. Kunstmuseum Gehrke-Remund) с постоянно действующей выставкой копий произведений Фриды Кало[13].

### Памятники архитектуры
- Замок Хоэнбаден — является одной из главных туристических достопримечательностей города.
- Новый замок — резиденция баденских маркграфов в XV—XVII вв.
- Казино в Баден-Бадене — одно из самых старых казино в Германии.

### Спорт
- Шахматный клуб «Баден-Баден» является сильнейшим в Германии.
- Теннисный клуб «Рот-Вайсс» основан в 1881 году и является старейшим в стране.

## Религия

### Христианство

#### Римско-католическая церковь
На территории города Баден-Бадена в каждом из городских районов сегодня есть по одной или несколько католических церквей или приходов:
- Церковь (Stiftskirche) (в Старом городе)[14];
- Церковь св. Бернхарда (нем. Bernharduskirche)[15],
- Св. Бонифация (в Лихтентале);
- Церковь Св. Дионисия (в Оосе), и др.[16];
- а также Автодорожная церковь св. Христофора (нем. Autobahnkirche St. Christophorus)[16], почитаемого, как покровителя путешественников. Она расположена на автомагистрали A5;
- В Лихтентале есть Цистерцианцианское аббатство, принадлежащее Ордену Цистерцианцев[17].

#### Православная церковь
Кроме Преображенской церкви, в городе также имеется Stourdza-Kapelle автокефальной православной церкви Румынского Патриархата. Построена в неоклассическом стиле по проекту арх. Лео фон Кленце в 1863—1866 годах.
Также в городе по улице Königsbergerstr. 16a действует Спасо-Преображенский Свято-Спиридоньевский приход Русской Православной Церкви Московского Патриархата. Настоятель храма — игумен Андрей (Готфрид).

#### Лютеранская церковь
- Городская церковь на площади Августа (нем. Augustaplatz)[20];
- Евангельско-лютеранская церковь Святого Иоанна (нем. St.-Johanniskirche)[21][22];
- Евангельский дом (нем. Gospelhouse)[23] и др.

### Ислам
В городском районе Штайнбах (Steinbach) расположена мечеть, принадлежащая Турецкому Исламскому союзу по делам религий Общества мусульман Германии.

### Иудаизм
У иудейской религиозной общины, основанной 2 ноября 1890 года, была синагога на Штефанинштрассе, 5 (Stephanienstraße 5), построенная в 1899 году по проекту арх. Л. Леви. Она была полностью сожжена 10 ноября 1938 года, а земельный участок на месте прежней синагоги был выкуплен местной типографией. Сегодняшняя новая синагога была открыта в бывшей мастерской скульптора Йозефа фон Копфа в марте 1947 года французскими оккупационными властями.

## Политика

### Муниципальный совет
Выборы в муниципальный совет Баден-Бадена (нем. Gemeinderat), состоявшиеся 7 июня 2009 года, привели к следующим результатам:
| ХДС             | 32,7 % (−6,4) | 13 мест (−6) |
| Союз 90/Зелёные | 18,1 % (+3,5) | 6 мест (−1)  |
| FWL             | 17,3 % (+1,5) | 7 мест (±0)  |
| СДПГ            | 16,5 % (+1,0) | 8 мест (±0)  |
| СвДП/ДНП        | 15,5 % (+4,2) | 6 мест (+1)  |
| Итого:          | 100,0 %       | 40 мест      |

### Мэр
Мэр избирается населением, имеющим право голоса, путём прямых выборов на восьмилетний срок.
На выборах 2006 года на должность мэра был избран Вольфганг Герстнер (нем. Wolfgang Gerstner), срок полномочий которого закончился в 2014 году. С 10 июня 2014 года пост главы города занимает Маргрет Мерген, как и её предшественник, представляющая партию Христианско-демократический союз (ХДС).

## Международные связи

### Города-побратимы
- Ментона, Франция (1961)
- Монкальери, Италия (1990)
- Фрайталь, Германия (1990)
- Карловы Вары, Чехия (1998)
- / Ялта, Крым (2000)

В 2022 году Баден-Баден приостановил сотрудничество с Сочи из-за вторжения России на Украину.

## Галерея
- Руины замка Хоэнбаден
- Trinkhalle — Питьевая галерея
- Баден-Баден, 1900 г.
- Церковь Штифтскирхе Баден-Баден
- Казино в курзале
- Римско-ирландская баня "Фридрихсбад"